# 임태열
임태열(1973년 11월 19일 ~ )은 대한민국의 성우이다. EBS 성우극회 소속 1994년 EBS 성우극회로 입사했다.

## 출연작품

### 애니메이션
- 서준TV - 김호진 (서준이 4쌤)

마블 코믹스
- 배트맨 - 부키오
- 캡틴아메리카 - 기주칸
- 스파이더맨 - 피터 파커 / 스파이더맨
- 아이언맨 - 피터 파커 / 스파이더맨